# Langues lampung

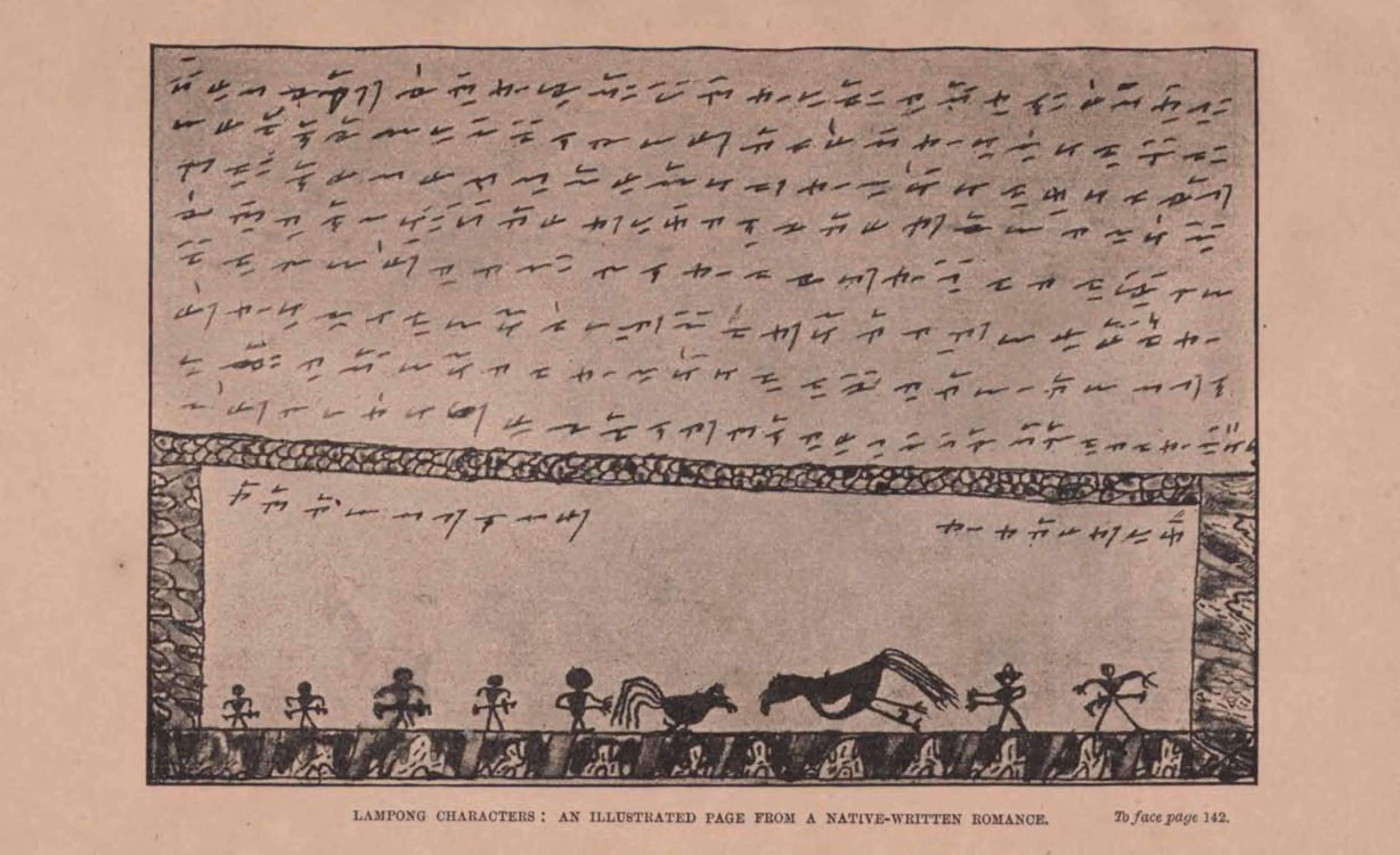
A naturalist's wanderings in the Eastern Archipelago, a narrative of travel and exploration from 1878 to 1883.

Les langues lampung (ou langues lampungiques) sont un sous-groupe de langues de la branche malayo-polynésienne des langues austronésiennes. 
Elles sont parlées sur l'île de Sumatra, en Indonésie. 

## Classification
Pour Ross et Adelaar, les langues lampung forment un sous-groupe des langues malayo-polynésiennes occidentales.

## Liste des langues
Les langues lampung sont :
- komering
- lampung pesisir ou lampung api
- abung ou lampung nyo

## Sources
- (en) Adelaar, Alexander, The Austronesian Languages of Asia and Madagascar: A Historical Perspective, The Austronesian Languages of Asia and Madagascar, pp. 1-42, Routledge Language Family Series, Londres, Routledge, 2005,  (ISBN 0-7007-1286-0)